# متحف باكو للفن الحديث
متحف الفن الحديث في باكو وكما يظهر ذلك من اسمه هو متحف يهتم بالفن الحديث ويقع في مدينة باكو عاصمة دولة أذربيجان. تم تأسيس هذا المتحف في 20 مارس 2009 بمبادرة من مهربان علييفا وبدعم من مؤسسة حيدر علييف، وأشرف المهندس المعماري الشهير جان نوفيل على أمور التصميم والبناء والتخطيط.
تم إنشاء المتتحف ليحتضن أفضل أعمال النحت والرسم في أذربيجان منذ النصف الثاني من القرن العشرين ولحد الساعة، فالمعرض عبارة عن مجموعة من اللوحات والمنحوتات التي تمثل عمليات البحث عن حرية النفس البشرية وعن ثقافة الأذر. وكتجسيد لفن العالمية يضم المتحف أيضًا لوحات وأعمال نحتية لفنانين معاصرين من دول أخرى. فمثلا بتم عرض أعمال بابلو بيكاسو ومارك شاغال وسلفادور دالي في القاعة المنفصلة في الطليعة الغربية، كما يضم أزيد من 1000 عمل فني لفنانين ونحاتين أذربيجانيين في السنوات السبعين الماضية.

## تاريخه
تم بناء المتحف بمبادرة من السيدة الأولى في أذربيجان، مهريبان علييفا، واُفتتح في 20 مارس 2009. تم تمويله من قبل مؤسسة حيدر علييف، التي ترأسها مهريبان علييفا. أنشأت المؤسسة أيضًا مشاريع مع متحف اللوفر وقصر فرساي. يهدف المتحف إلى التركيز على «منطقة بيئية ثقافية» تصورها توماس كرينز، المدير السابق لمؤسسة غوغنهايم، والتي ستشمل أيضًا شاطئًا ذا رمال بيضاء، وناطحة سحاب فرانك جيري، وممرًا فيه بحر قزوين.
لا يحتوي المتحف على مواضيع محددة. يحتوي المفهوم المعماري للمتحف علي القاعات ذات الزوايا، وله ممرات مفتوحة وجدران تلتقي في زوايا مختلفة، مما يخلق منظورًا متعدد الأبعاد للمعارض مع توحد الهياكل المعدنية الواضحة واستخدام اللون الأبيض جميع الأجزاء في هيكل تجريدي متحرك واحد. والمصمم الرئيسي للمتحف هو الفنان ألتاي صادق زاده ومهندس المبنى هو جان نوفيل.

## مميزات المتحف

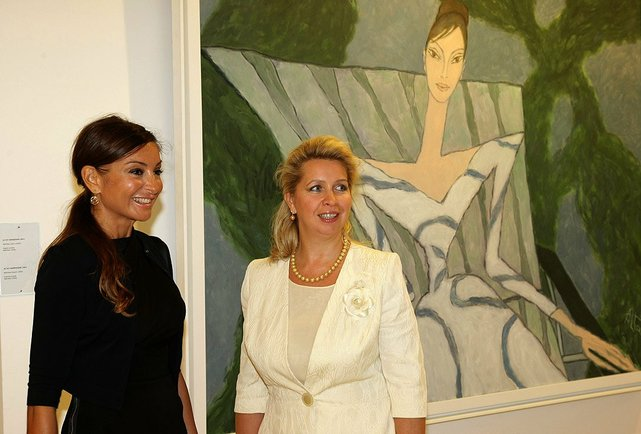
مهريبان علييفا وسفيتلانا ميدفيديفا يزورون المتحف

يعكس جزء من المعرض طبقة «غير معروفة» تشكلت خلال الحقبة السوفيتية وينتمي إلى اتجاه مختلف تماما لفن الرسم الوطني الأذربيجاني. كما يضم المُتحف مجموعة فريدة من أعمال أشرف مراد، كمال أحمد، ميرجافاد جواد، راسم باباييف. كما يُركز متحف الفن الحديث على ضم أعمال العمارة والتصميم والتركيب والجمع وأنواع البقع وما إلى ذلك. هذا وتجدر الإشارة إلى أن المتحف يتوفر على طابقين يقعان في مساحة مفتوحة؛ ويتم دمج واحدة مع ما يُعرف بـ «الدرج المنسي».
غالبًا ما تُقام في المتحف معارض للمصورين الأذربيجانيين مثل النور باباييف وفخرية محمدوفا وإلكين حسينوف ورينا إفندي وسيرجي خروستاليف وسيتارا إبراهيموفا وتهمينة مامادوفا.
يضم المتحف قسمًا للفنون التشكيلية للأطفال، وقاعة فيديو، ومقهى، ومطعمًا، وقاعة منفصلة للمعارض الخاصة، ومكتبة تحتوي علي المواد المتعلقة بالفن العالمي والهندسة المعمارية والنحت.